# スヴェトラーナ・メドヴェージェワ

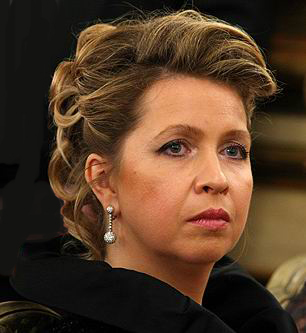
スヴェトラーナ・メドヴェージェワ（2008年）

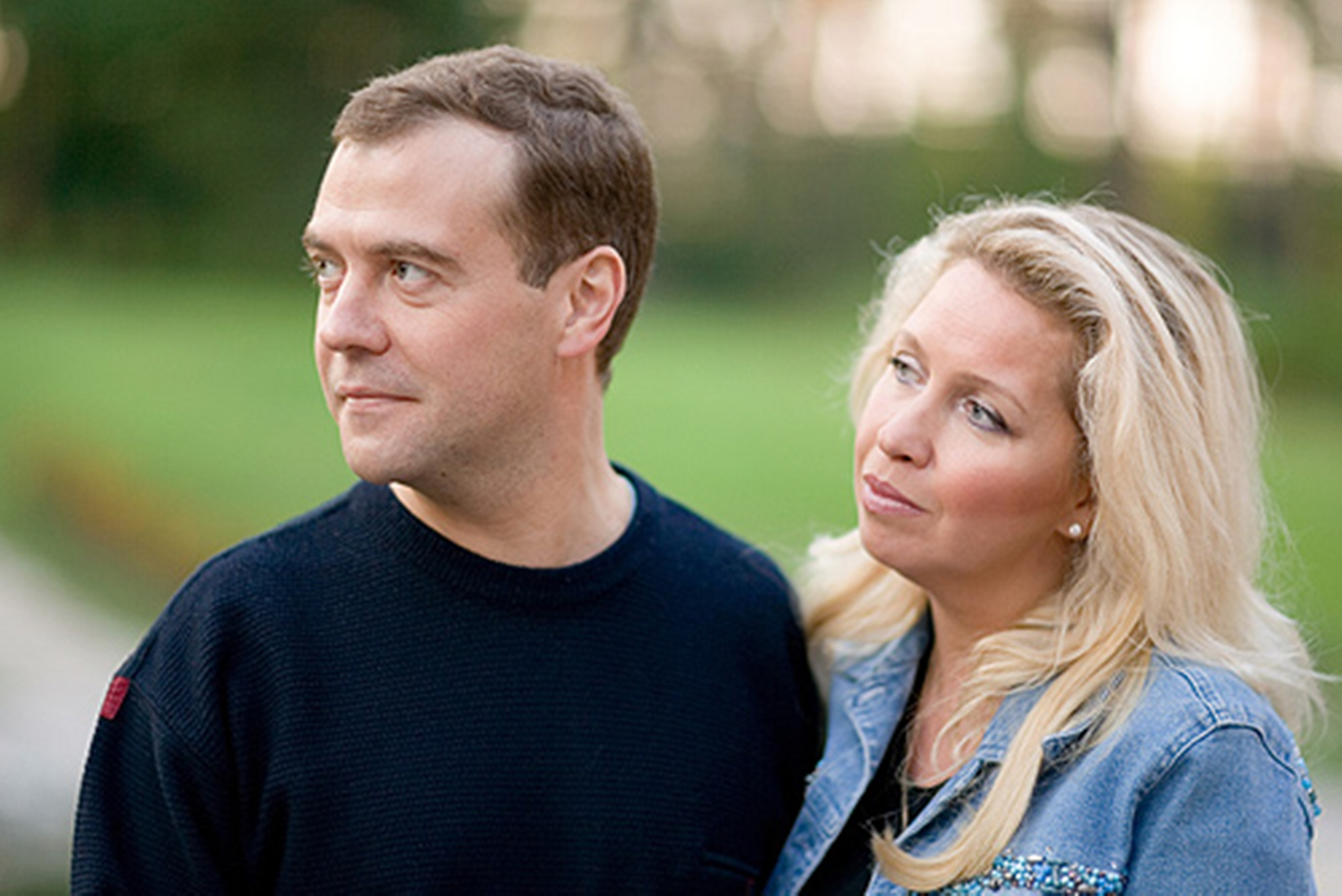
ドミートリー・メドヴェージェフとスヴェトラーナ夫人

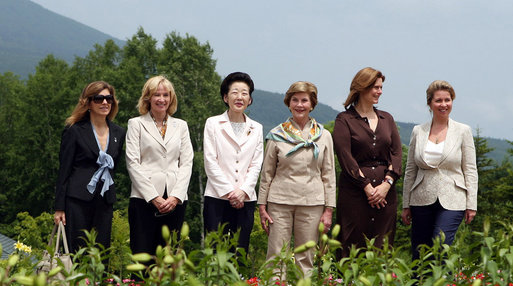
スヴェトラーナ・メドヴェージェワ夫人（一番右、画像は北海道洞爺湖サミットにおける各国首脳夫人）

スヴェトラーナ・ウラジーミロヴナ・メドヴェージェワ（スベトラーナ・メドベージェワ、ロシア語: Светлана Владимировна Медведева、ラテン文字表記の例：Svetlana Vladimirovna Medvedeva、1965年3月15日 - ）は、ロシア連邦大統領や首相を歴任したドミートリー・メドヴェージェフの夫人。旧姓はリンニク（Линник、Linnik）。
1965年3月15日ソビエト連邦レニングラード（現在のサンクトペテルブルク）に軍人の家庭に生まれる。クプチノ第305学校を卒業し、1989年メドヴェージェフと結婚する。レニングラード財政・経済学大学（現在のサンクトペテルブルク財政・経済学大学）を卒業し、モスクワで働いた後、ペテルブルクに戻り社会団体を組織する。1996年にはメドヴェージェフとの間に長男を儲けた。大統領夫人としての傍ら、精神的文化団体のリーダーとして若者の道徳向上活動を行っている。

## エピソード
アニメ好きであり、2008年11月16日に在露日本大使館で行われたアニメ映画「ドラえもん のび太の恐竜2006」を観賞する交流会に出席している。また、ドラえもんとロシアのキャラクターによるアニメ映画やインターネットサイトの共同制作を発案している。